# フォルチュナト・カタロン
フォルチュナト・カタロン（Fortunato Catalon、1897年10月14日 - 1977年7月2日）は、フィリピンの陸上競技（短距離走）選手。1910年代から1920年代にかけて、極東選手権競技大会（極東大会）でスプリント2冠を4回達成、100ヤード走（のち100m走）では5連覇を果たした、当時の「極東」を代表するスプリンターである。フィリピン最初のオリンピック選手の一人にも選ばれていた（ただし不出場）。極東大会参加のために2回日本を訪れており、日本での人気も高かった。なお、氏名についてはフォルトゥナート・カタロンと転記されることもある。

## 生涯

### 生い立ち

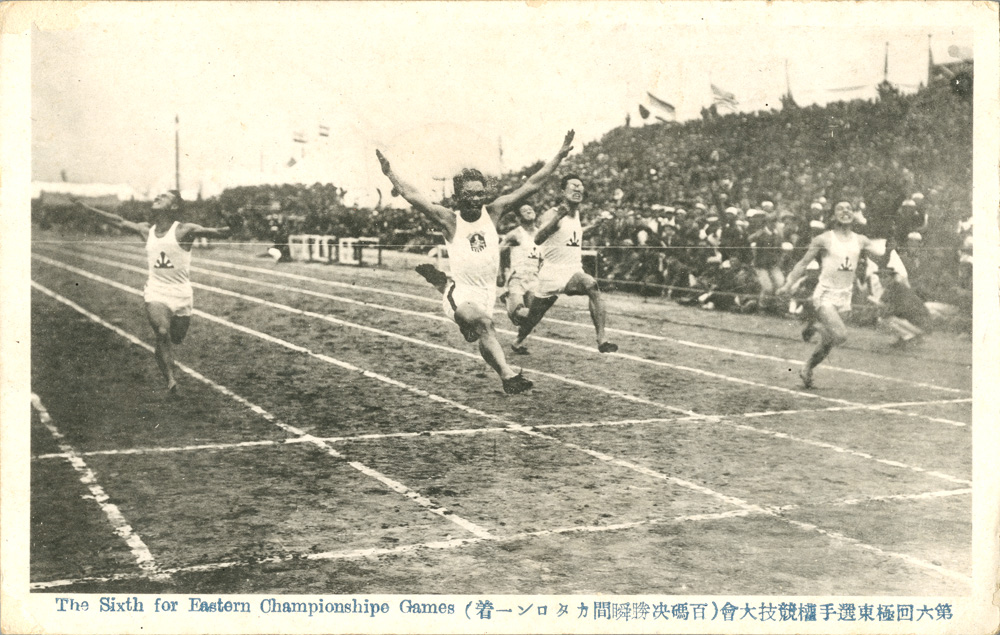
第6回極東大会（1923年）の100ヤード走決勝においてゴールを決めるカタロン（中央）。両腕を上げる「フライング・フィニッシュ」の姿勢をとる。

レイテ島のトロサ (Tolosa, Leyte) において、農園を営む家庭に生まれる。レイテ高校で野球を始めたが、出塁の才能が注目され、短距離走者（スプリンター）としてのトレーニングを始めた。カタロンの身長は低かったが、スタートの速さはライバルに対して違いをつけた。当時は短距離走のテクニックがあまり確立されていない時代であり、カタロンは他のフィリピンの陸上選手たちと同様に、フィニッシュラインを越える際には胸を前に張り、両腕を空中に上げていた（これはのちに一般的となった、なるべく空気抵抗を減らすフィニッシュの姿勢とは対照的である）。

### 競技生活
1917年、東京で開催された極東選手権競技大会（第3回大会）に19歳で出場。100ヤード走（約90m）と220ヤード走（約200m）でスプリント2冠を達成し、アジアのトップスプリンターとなった。極東大会では第1回大会以来フィリピン選手が短距離走において優位に立っており、第1回大会ではピオ・ロビロス (Pio Robillos) が100ヤード走と220ヤード走で2冠を達成、第2回大会ではジェナロ・サアベドラ (Genaro Saavedra) とニコラス・リャネタ (Nicolas Llaneta) が両種目で優勝している。カタロンの100ヤード走の記録（10秒0）は大会新記録（極東新記録）であったが、220ヤード走の記録（23秒8）はロビロスのベスト記録に0.2秒遅れた。1917年5月20日、東京での極東大会に参加したフィリピン代表選手を招聘し、大阪府の豊中運動場で「日比大会」が開催された（なお、日比大会は豊中運動場初の国際大会であった）。220ヤード走でカタロンは真殿三三五（のちの谷三三五）と競り合い優勝した。
1919年、マニラで開催された第4回極東選手権競技大会に出場したカタロンは、100ヤード走・220ヤード走で連覇を果たし、220ヤードの記録を23秒0に縮めた。カタロンは1921年の第5回大会（上海）でもスプリント2冠3連覇を果たした。この間、1922年にマニラの聖トマス大学を卒業している。

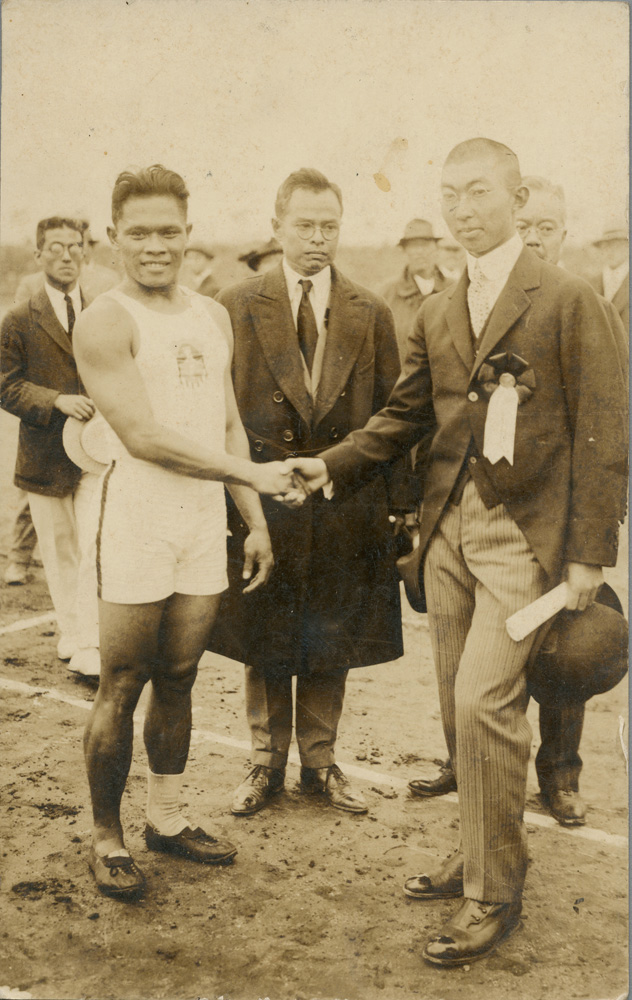
1923年の第6回極東大会で、大会総裁の秩父宮雍仁親王（右）と握手するカタロン（左）。

1923年5月、第6回大会（大阪）に参加し、4度目のスプリント2冠を達成した。この大会では220ヤード走で22秒2の大会記録を達成している。この当時、日本の短距離走選手にとってカタロンは目標のライバルであり、100ヤード走の決勝はカタロン以外は日本人選手4人（谷三三五のほか高木正征・木村潔・田島貞雄）という組み合わせになったが、20m付近からカタロンが抜け出してそのままゴールした（日本選手は高木の2位が最高で谷は4位だった）。
大阪大会に先立つ1923年3月には100ヤード走で9秒8の記録（生涯ベスト）を出し、世界ランキング6位となった。世界記録保持者であった米国のチャールズ・パドックは、フィリピン遠征中にカタロンに会った際、カタロンを「チャンピオンの中のチャンピオン」と称えた。世界記録に迫るカタロンの情報は、フレッド・イングランド (Fred England) やエルウッド・ブラウンといった、フィリピンアマチュア陸上競技協会 (Philippine Amateur Athletic Association) を指導したアメリカ人たちを通じて欧米のメディアに広まった。フィリピンは1924年パリオリンピックに初めて参加するが、カタロンの偉大な記録はフィリピンに対する関心を高めた。カタロンはオリンピックの100m走と200m走にエントリーしたが、実際に大会に参加することはなかった。脚気のために出場を断念したという。パリオリンピックのフィリピン代表選手（フィリピンとしての最初のオリンピック選手）は、カタロンのライバルである短距離走者のデイヴィッド・ネポムセノただ1人となった。
1925年にマニラで開催された第7回極東選手権競技大会で、カタロンは100m走で5連覇（100ヤード走からの通算）を達成したが、200m走ではネポムセノに敗れて2位となり、大会無敗記録を破られた。極東大会でカタロンが獲得した金メダルは9つであり、これは陸上競技部門で最も多い（織田幹雄の7つがこれに次ぐ）。Olympediaによれば、このほか4×220ヤードリレーにも参加し、フィリピンチームに金メダルをもたらしているともいう。

### 現役引退後
現役引退後、彼はトラック&フィールドの競技役員 (Track and field official) となり、競技のスターターを務めた。カタロンが競技役員を務めた最初の大きなイベントは、1934年にマニラで開催された第10回極東選手権競技大会（最後の極東大会となった大会）で、この大会ではフィリピンのラファエル・デ・レオン (Rafael de Leon) が100m走で優勝した。
1954年、マニラで開催されたアジア競技大会（第2回大会）において、カタロンは100m走決勝のスターターを務めた。この競技ではフィリピンの Genaro Cabrera が銀メダルを獲得した。
カタロンは1977年に死去した。
カタロンは20世紀前半のフィリピンを代表するスポーツ選手として、フィリピン・スポーツ殿堂 (Philippine Sports Hall of Fame) 入りの候補として取りざたされるが、2022年現在実現していない。

## 備考

### グリコの「ゴールインマーク」とカタロン
江崎グリコの菓子「グリコ」のロゴマークである、両手を上げて走る男性ランナー（江崎グリコでは「ゴールインマーク」と呼称する。大阪の道頓堀グリコサインに描かれていることでも知られる）について、「カタロンがモデルである」という説がある。ただしこれは若干不正確な説明であり、補足が必要である。
江崎グリコ創業者の江崎利一は、1919年（大正8年）より郷里の佐賀でグリコーゲンを含む菓子「グリコ」の開発をおこなった。パッケージには江崎が地元の八坂神社（現在の佐賀市蓮池町）の境内で見た、両手を上げて駆けっこのゴールを決める子供をモチーフとして描いた絵を採用した。このため、「ゴールインマーク」の両手を上げるポーズは「初代」から変わっていない。江崎は1921年（大正10年）に大阪に拠点を移し、1922年（大正11年）に「グリコ」の発売を正式に開始した。
ただし、ゴールインマークに「顔が怖い」との意見が寄せられたこともあり、1928年（昭和3年）に表情を描きなおした「2代目」が登場することとなった。この際、カタロンや谷三三五・金栗四三といった、さまざまな陸上選手のにこやかなゴールイン姿が参考にされたという。このため、特定個人をモデルにしていないというのが江崎グリコの見解である。
極東大会参加のため、1917年（大正6年）と1923年（大正12年）に2回日本を訪れたカタロンは、短距離走で圧倒的な強さを見せた一方、さわやかな笑顔が日本人の間に印象を残し、人気を得たという。「カタロンには勝たれん」という洒落言葉も流行した。橋爪紳也は著書『モダニズムのニッポン』（2006年）において、「グリコのランナーはカタロンがモデル」という風説が広まったことの背景として「グリコ」が発売された1922年（大正11年）前後の時代が「大正モダニズム」の時代であり、日本で国民の間でスポーツへの関心が高まり、フィリピン人選手が人気者となる社会状況があったことを描き出している。
なお、「ゴールインマーク」は、基本的なポーズはそのままに、表情などの微修正がしばしば行われており、1992年以降は「7代目」が使用されている。